# Cephalocoema fusca
Cephalocoema fusca är en insektsart som beskrevs av Kuthy 1911. Cephalocoema fusca ingår i släktet Cephalocoema och familjen Proscopiidae. Inga underarter finns listade i Catalogue of Life.